# Tagnon
Tagnon és un municipi francès situat al departament de les Ardenes i a la regió del Gran Est. L'any 2017 tenia 884 habitants.

## Demografia
El 2007 la població era de 932 persones. Hi havia 332 famílies, 359 habitatges (346 habitatges principals, dues segones residències i onze desocupats).

## Economia
El 2007 la població en edat de treballar era de 590 persones, de les quals 437 eren actives.
Hi havia 49 establiments econòmics, entre d'altres dues empreses alimentàries, dues empreses industrials, 12 constructores, onze de comerç i reparació d'automòbils, cinc de transport, una empresa d'hostatgeria i restauració, una empresa financera, sis empreses de serveis, una farmàcia i una escola elemental.
L'any 2000 a hi havia setze explotacions agrícoles.